# Ржавчик (річка)
Ржавчик — річка у Харківському районі Харківської області, ліва притока Мерефи (басейн Сіверського Донця).

## Опис
Довжина річки приблизно 10 км. Висота витоку річки над рівнем моря — 160 м, висота гирла — 112 м, падіння річки — 48 м, похил річки — 4,8 м/км. Формується з декількох водойм.

## Розташування
Ржавчик бере початок з водойми на схід від села Ржавець. Тече на південний захід і в місті Мерефа впадає у річку Мерефу, ліву притоку Мжи.

## Притоки
- Космач - ліва притока у Мереф'янській міській громаді, починається на північному сході від села Яковлівка, тече на північний захід і впадає у Ржавчик на захід від села Ржавець.[3]
- Довгий яр - ліва притока у Мереф'янській громаді, протікає через село Яковлівка, впадає у Ржавчик на захід від села Ржавець.[4]
- Сотників - ліва притока у Мереф'янській міській громаді, впадає у Ржавець у селі Ржавець[5]